# Festival di Spalato
Il Festival della Musica Pop di Spalato (in croato Festival zabavne glazbe Split, o semplicemente Splitski Festival) è un evento musicale che si tiene ogni anno, a luglio, nella cittadina adriatica croata di Spalato, a partire dal 1960. Da allora sono state eseguite 800 composizioni, e vi hanno partecipato i più importanti cantanti, gruppi e cantautori croati; tra di essi si ricordano i cantautori Zdenko Runjić, Arsen Dedić, Ðelo Jusić, Nikica Kalogjera, Rajko Dujmić, Zrinko Tutić, Đorđe Novković, i cantanti Oliver Dragojević, Tereza Kesovija, Kemal Monteno, Radojka Šverko, Ibrica Jusić, Miki Jevremović, Meri Cetinić, Dražen Žanko, Tedi Spalato, Zorica Kondža, ed i gruppi Dubrovački trubaduri, Pro arte, Indexi, Teška industrija, Novi fosili, Magazin, Jelena Rozga, 777, Đorđi Peruzović, Tonči Huljić